# 祝千活佛
祝千活佛，驻锡甘肃省武威市天祝藏族自治县的祝贡寺，以及内蒙古自治区鄂尔多斯市准格尔旗的准格尔召（宝堂寺）。是藏传佛教格鲁派活佛。

## 沿革
第一世祝千活佛夏来智的生活年代约在明朝万历十五年（1587年）左右。第六世祝千活佛官却曲吉尼玛出生在安多东部的祝贡地区，曾赴五台山朝圣，回程中曾任准格尔召的法座，为该寺创立了许多基本制度，后来回到家乡的祝贡寺。
第十三世祝千活佛洛藏久美丹贝嘉措1933年生于今天祝藏族自治县，1938年在塔尔寺由九世班禅认定为第十二世祝千活佛的转世灵童，同年在祝贡寺坐床。早年曾赴塔尔寺学经，曾任塔尔寺曼巴扎仓（医学院）法台。1958年被逮捕入狱，长期关押。后来获释并还俗。
1982年至1992年，任天祝县藏医院副院长。1992年退休后，主持祝贡寺宗教事务，并来往准格尔召以帮助管理寺务。他为恢复和发展祝贡寺、准格尔召作出很大贡献。2003年逝世。
第十四世祝千活佛洛桑三旦嘉措于2012年在祝贡寺坐床。

## 历世祝千活佛
以下不计追认，列出历世祝千活佛：
| 世数     | 生年   | 坐床年份 | 卒年   | 汉文姓名              | 藏文姓名 |
| -------- | ------ | -------- | ------ | --------------------- | -------- |
| 第一世   | ？     | ——       | ？     | 夏来智                |          |
| 第二世   | ？     | ？       | ？     | 祝千·阿旺洛藏旦增成来 |          |
| 第三世   | ？     | ？       | ？     | 祝千·官却嘉措         |          |
| 第四世   | ？     | ？       | ？     | 祝千·图丹成来南嘉     |          |
| 第五世   | ？     | ？       | ？     | 祝千·洛藏官却丹增     |          |
| 第六世   | ？     | ？       | ？     | 祝千·官却曲吉尼玛     |          |
| 第七世   | ？     | ？       | ？     | 祝千·洛藏官却成来嘉措 |          |
| 第八世   | ？     | ？       | ？     | 祝千·玛底巴扎         |          |
| 第九世   | ？     | ？       | ？     | 祝千·官却成来嘉措     |          |
| 第十世   | ？     | ？       | ？     | 祝千·洛藏年智嘉措     |          |
| 第十一世 | ？     | ？       | ？     | 祝千·洛藏年智成来嘉措 |          |
| 第十二世 | ？     | ？       | ？     | 祝千·洛藏年智丹增嘉措 |          |
| 第十三世 | 1933年 | 1938年   | 2003年 | 祝千·洛藏久美丹贝嘉措 |          |
| 第十四世 | 2003年 | 2012年   | 在世   | 祝千·洛桑三旦嘉措     |          |